# Habib Lakhal
Habib Lakhal (in arabo حبيب لكحل‎?; 1º gennaio 1961) è un lottatore tunisino, specializzato nella greco-romana. È stato due volte campione continentale ai campionati africani di Tunisi 1988 e Il Cairo 1989.

## Biografia
Ai Giochi del Mediterraneo di Laodicea 1987 si è piazzato 6º nella lotta libera, categoria -62 kg.
Ha rappresentato la Tunisia ai Giochi olimpici estivi di Seul 1988 nel torneo dei pesi piuma, dove è rimasto sconfitto dal marocchino Brahim Loksairi al primo turno e dall'iraniano Ahad Javansalehi al secondo.
Ai Giochi del Mediterraneo di Atene 1991 si è classificato 5º nel torneo di greco-romana -62 kg.

## Palmarès
- Giochi panafricani

Nairobi 1987: bronzo nella lotta greco-romana -62 kg; bronzo nella lotta libera -62 kg;
- Campionati africani

Nabeul 1981: argento nella lotta greco-romana -57 kg;
Casablanca 1985: argento nella lotta greco-romana -62 kg; argento nella lotta libera -62 kg;
Tunisi 1988: oro nella lotta greco-romana -62 kg;
Il Cairo 1989: oro nella lotta greco-romana -62 kg;
- Campionati arabi

Bizerte 1979: bronzo nella lotta greco-romana -67 kg;
Casablanca 1983: bronzo nella lotta greco-romana -62 kg;